# فدراسیون جهانی روئینگ
فدراسیون جهانی روئینگ (انگلیسی: International Rowing Federation) نهاد اداره‌کننده مسابقات روئینگ در سطح جهان است.
این سازمان در سال ۱۸۹۲ تأسیس شده و مقر آن لوزان، سوئیس است.